# Clanga (zoologia)
Clanga è un genere di uccelli rapaci della famiglia degli Accipitridi.

## Etimologia
Il nome del genere deriva dal termine del greco antico klangos che significa "aquila".

## Distribuzione e habitat
Il genere ha un areale eurasiatico.

## Tassonomia
Il genere comprende le seguenti specie:
- Clanga pomarina (Brehm, 1831) - aquila anatraia minore
- Clanga hastata (Lesson, 1831) - aquila anatraia indiana
- Clanga clanga (Pallas, 1811) - aquila anatraia maggiore